# Léo Major
Léo Major (23 de enero de 1921-12 de octubre de 2008) fue un soldado de Quebec que sirvió en el Régiment de la Chaudière y en el Royal 22e Régiment de las Fuerzas Canadienses. Se distinguió por sus actos de valor durante la Segunda Guerra Mundial y la guerra de Corea. Le apodan el Rambo de Quebec.

## Segunda Guerra Mundial

### Inscripción
Léo Major se alistó en julio de 1940 a la edad de 19 años. Inicialmente fue asignado al Régiment Royal 22e y dos días después, cuando se enteró de que el Régiment de la Chaudière era el siguiente en ser enviado a Europa, solicitó y recibió un traslado a esa unidad. Recibió su primer entrenamiento en la Base Valcartier de las Fuerzas Canadienses, cerca de la Ciudad de Quebec.
El 22 de septiembre, salió de Valcartier hacia Sussex, Nuevo Brunswick, donde continuó su entrenamiento hasta el 19 de julio de 1941, cuando se embarcó con el Régiment de la Chaudière en el SS Strathmore en ruta hacia Gran Bretaña. La travesía duró ocho días y el 28 de julio el convoy llegó al puerto de Gouroch, en el norte de Escocia. El Regimiento se instaló en Aldershot el 31 de julio.

### Formación
Una vez que se incorporó al Régiment de la Chaudière en Escocia, comenzó el entrenamiento, que duró tres años y medio: de sol a sol, seis días a la semana, 50 semanas al año. Léo era uno de los pocos que dominaba el idioma inglés, ya que la mayoría de los reclutas del regimiento apenas lo hablaban. Progresó rápidamente en las unidades de entrenamiento de la base militar. Leo se especializó en tiro de precisión, reconocimiento y operaciones de comando. Demostró tener una excelente capacidad visual, auditiva, de infiltración y de resistencia. En su tiempo libre, se entrenaba como boxeador.
Durante este periodo se hizo amigo de Willy Arsenault, un soldado franco-canadiense de Montreal.

### Desembarco en Normandía
Léo Major participó en el Desembarco de Normandía, el 6 de junio de 1944, en la Playa de Juno con el Régiment de la Chaudière, mientras las tropas anglo-canadienses de los Queen's Own Rifles of Canada estaban inmovilizadas. Junto con otros cinco soldados del Régiment de la Chaudière, Léo destruyó parte de la pared de un búnker que albergaba un nido de ametralladoras alemán colocando una mina Bangalore. La excavadora que acompaña a su regimiento rompe el muro y los soldados canadienses sorprenden a una docena de soldados alemanes y los hacen prisioneros.
Captura de un Hanomag
Esa misma tarde, a Leo y a un soldado se les asigna una misión de reconocimiento para explorar el terreno detrás de las colinas boscosas que marcan las líneas enemigas. El objetivo de su misión es recoger la posición de las unidades alemanas, sus fuerzas y su armamento y comunicar esta información al comandante.
En esta misión ven un Hanomag SdKfz 251, un vehículo blindado semirremolcado alemán con un cañón antitanque de 75 mm, ocupado por tres soldados alemanes. Los dos exploradores salen de la carretera y se esconden detrás de un seto cuando el vehículo entra en la carretera. Al no ver otras tropas enemigas, deciden capturar el vehículo y a sus ocupantes para interrogarlos. Cuando el vehículo pasa junto a ellos, Leo apunta y hiere al conductor en el hombro para que pueda seguir conduciendo el Hanomag y unirse a las tropas canadienses. Al mismo tiempo, el otro explorador dispara y mata al ametrallador en el acto. El conductor herido y el otro soldado se rindieron entonces.
Los soldados canadienses dijeron entonces al conductor que se dirigiera al cuartel general de las Fuerzas Canadienses, a unos cinco kilómetros de su posición. En el camino, vieron un pelotón de comandos de un batallón anglo-canadiense que se preparaba para cruzar un prado. Uno de los soldados de esta sección lleva un transmisor inalámbrico. Leo y el otro soldado gritaron señales para que los soldados canadienses entendieran que el vehículo alemán había sido capturado y era conducido por tropas amigas.
Mientras los dos soldados relataban la captura del Hanomag, el sargento del pelotón se puso en contacto con su batallón para que se preparara la atención médica para el conductor alemán herido, que estaba dolorido y sangraba mucho. Cuando Leo llegó al batallón anglo-canadiense con el Hanomag, los dos soldados fueron recibidos con exaltación por la tropa debido a la temeridad de la captura.
El comandante en jefe del batallón pidió entonces a Leo que le entregara el vehículo capturado. Léo se negó: "No, señor, nos negamos a hacerlo porque hemos capturado este vehículo, así como a todos y todo lo que hay en él; lo entregaremos al comandante de nuestro regimiento, el comandante Gustave Tascherau". Leo se enteró unos días más tarde de que el vehículo contenía transmisores inalámbricos y varios libros de códigos para las comunicaciones enemigas cifradas.
Pérdida del ojo izquierdo
El 24 de junio de 1944, Léo y cuatro soldados son asignados a una misión de reconocimiento de las líneas enemigas durante la Batalla de Caen. Se encontraron cara a cara con una patrulla de la 1.ª División Leibstandarte SS Adolf Hitler formada por cinco soldados alemanes.
Los soldados canadienses dispararon contra la patrulla y mataron a cuatro soldados alemanes al instante. El quinto soldado, herido de muerte, consiguió lanzar una granada de fósforo. En la explosión, el Mayor fue herido en el ojo izquierdo. Más tarde fue trasladado a un hospital de campaña para ser examinado. El médico que le atendió le dijo: 'Amigo, la guerra ha terminado para ti. Va a volver a Reino Unido", a lo que el Mayor respondió: "Eso es imposible, señor, soy un francotirador en mi sección, no pueden funcionar sin mí; mi ojo derecho está perfecto y es el que uso para disparar". Se negó a ser evacuado. El médico lo envió de vuelta a su unidad después de vendarlo con un parche inteligente en el ojo. Según él, "parecía un pirata". Leo continuó su servicio como explorador y francotirador.
Durante la Batalla de Normandía, destruyó un tanque Panzer en el pueblo de Rots y eliminó a los SS que tendieron una emboscada a un pelotón del Regimiento Chaudière.

### Batalla del estuario del Escalda
Captura de 93 soldados
En la noche del 30 al 31 de octubre, durante la Batalla del estuario del Escalda, en el sur de los Países Bajos, Leo Major captura a 93 soldados alemanes en solitario.
Para encontrar a 50 soldados británicos que habían sido enviados a patrullar por la tarde y no habían regresado por la noche, Leo fue enviado solo en una misión de reconocimiento esa noche. Vio a dos soldados alemanes caminando por un dique. Como el tiempo era frío y lluvioso, Léo dijo: "Me estoy congelando y mojando por tu culpa, lo pagarás". Captura a uno y mata al otro, que intentó usar su arma. Utiliza a su prisionero como cebo para apoderarse del resto de la unidad.
El comandante continúa su misión con el objetivo de capturar al comandante de la unidad y obligar a la unidad a rendirse. La guarnición alemana se rinde después de que tres soldados más sean abatidos por el Mayor. Trae de vuelta a los prisioneros y se encuentra con una batería de artillería alemana alertada por el fuego de Major. La artillería dispara sobre la columna de prisioneros, hiriendo o matando a algunos. El Mayor, sin hacer caso al fuego enemigo, escolta a sus prisioneros hasta la línea de frente canadiense. Al pasar por delante de un tanque M4 Sherman en el camino, Leo pide a la tripulación del tanque que dispare a la batería para detener su fuego.
Volvió al campo con casi cien prisioneros. Por esta acción fue nominado para la Medalla de Conducta Distinguida (DCM), medalla que rechazó porque la condecoración se la iba a conceder el General Montgomery, al que el comandante juzgaba militarmente incompetente.
Espalda rota
El 27 de febrero de 1945, cerca de Keppeln, en Alemania, Leo Major ayudó al capellán del regimiento, Padre Delcourt, a recuperar los cuerpos de los soldados de un Tanque Tiger y a colocarlos en un vehículo de transporte: un Bren Carrier. Tras terminar de cargar los cadáveres, el capellán se sienta junto al conductor, Mayor, en el asiento trasero. El vehículo pasa por encima de una mina antitanque. El capellán Delcourt y el conductor murieron en el acto, mientras que Léo Major salió despedido por los aires, antes de aterrizar con fuerza en la parte baja de la espalda. Inconsciente, los médicos lo colocaron detrás de un camión para trasladarlo a un hospital de campaña a 50 km de distancia. El camión se detiene cada 15 minutos para que le inyecten morfina para aliviar el dolor. De nuevo le dijeron que la guerra había terminado para él y que sería repatriado a Inglaterra debido a las fracturas de espalda en tres lugares, además de los esguinces de tobillo en ambos lugares y las cuatro costillas rotas. Pasó una semana y el Mayor tuvo la oportunidad de huir. Consiguió que un jeep que pasaba por allí le llevara a Nimega, ciudad en la que ya había conocido a una familia holandesa, los Slepenbecks. Se quedó con la familia durante casi un mes antes de regresar a su unidad el 29 de marzo de 1945.
Liberación de Zwolle
El 13 de abril de 1945, el Régiment de la Chaudière se acercó a la ciudad de Zwolle, en los Países Bajos, que tenía una población de aproximadamente 50.000 habitantes. Esta ciudad fue fuertemente resistida por las tropas alemanas, y durante los meses de marzo y abril, 50 soldados canadienses perdieron la vida cada día. Para conocer la fuerza y la posición del enemigo, el comandante del regimiento pidió dos voluntarios antes de ordenar a la artillería que bombardeara la ciudad. Léo Major y su mejor amigo, Willy Arseneault, se ofrecieron como voluntarios.
Salieron al anochecer y llegaron a la granja Van Gerner, donde, al no hablar holandés, tuvieron dificultades para comunicarse con el granjero y su familia, que intentaron decirles que había muchos alemanes en el bosque cercano a la granja. Salieron de la granja alrededor de las 11 de la noche. Poco después, Arseneault fue asesinado por fuego alemán tras revelar accidentalmente la posición del equipo. Furioso, Léo Major respondió matando a dos alemanes, pero el resto del pelotón huyó en un vehículo. Decidió continuar su misión solo.
Entró en la ciudad de Zwolle y vio el coche de un oficial. Tomó al conductor alemán por sorpresa y lo capturó. El conductor le llevó a un bar donde un oficial alemán armado estaba tomando una copa. Tras desarmar al oficial, se da cuenta de que habla francés, ya que el oficial era de Alsacia. Léo Major le explicó que la artillería canadiense comenzaría a disparar sobre la ciudad alrededor de las 6:00 a. m., lo que causaría muchas bajas tanto entre los civiles como entre las tropas alemanas. El comandante Leo se arriesgó a dejar ir al oficial con la esperanza de que convenciera a su unidad para que abandonara la ciudad. Incluso le dio su arma.
Durante la noche comenzó a atacar a las patrullas alemanas y a correr por las calles de la ciudad, ametrallando y lanzando granadas contra las casas vacías para hacer creer que las tropas canadienses estaban invadiendo la ciudad. Unas diez veces sorprendió a grupos de 8 a 10 soldados alemanes: una vez capturados, los condujo fuera de la ciudad, cerca de las posiciones del regimiento, y los entregó a los soldados francocanadienses, y luego volvió a la ciudad para continuar su misión. Cuatro veces durante la noche, tuvo que entrar en algunas casas para descansar y hacer balance. También se encontró con el cuartel general de las SS, y tuvo una rápida pelea con 8 oficiales superiores, 4 de ellos mortales, los demás huyeron. Incendió el cuartel general de la Gestapo.
A primera hora de la mañana se da cuenta de que las últimas tropas alemanas han abandonado la ciudad y que Zwolle está liberada. Empezó a llamar a varias puertas, pero los habitantes estaban demasiado asustados para salir. Finalmente, conoció a miembros de la resistencia que le presentaron a un profesor de inglés. Leo Major le pide que anuncie por radio que la ciudad ha sido liberada de los alemanes. En este punto, los habitantes comienzan a salir. Se marchó para recuperar el cuerpo de Willy Arseneault y se lo entregó al agricultor, que lo conservó hasta que el Regimiento de la Chaudière lo recuperó para enterrarlo. Estaba de vuelta en el campamento a las 9 en punto. La población dio la bienvenida al regimiento canadiense cuando entró en la ciudad liberada.
Por estas acciones, Léo Major recibe su primera Medalla de Conducta Distinguida (DCM), una de las principales condecoraciones británicas al valor. Willy Arseneault recibió a título póstumo el León de Bronce en 1970 de manos de la Reina Juliana.

## Guerra de Corea y segunda MCD
En 1945, unas semanas después de su regreso, tuvo que ser operado de la espalda. Pasó tres meses en un hospital de veteranos. En lugar de ser dado de baja de las Fuerzas Armadas, le ofrecieron un trabajo como almacenista en un centro de abastecimiento militar durante el resto del año. No le gustaba mucho este tipo de trabajo y decidió ir a trabajar a la refinería de Shell como instalador de tuberías.
La guerra de Corea se declaró el 25 de junio de 1950, cuando Corea del Norte invadió a su vecina Corea del Sur tras años de crecientes tensiones. Esta agresión dio lugar a una guerra que duró más de tres años y que pronto provocó la intervención de Estados Unidos, Canadá y otros países de la Organización de las Naciones Unidas (ONU) en apoyo de la Corea capitalista, la del Sur, bajo el Mando de las Naciones Unidas en Corea, y la entrada en la guerra de China del lado de la Corea comunista, la del Norte.
En el verano de 1950, Leo, al que le acababan de ofrecer un trabajo en el Norte de África, recibió una llamada del coronel Taschereau. También quería que se reuniera con algunos funcionarios del Centro de Reclutamiento. El comandante es el general de división Derome, pero el que quiere reunirse con él es el teniente coronel Jacques Dextraze.
Quieren crear un grupo de exploradores. Léo estaría a cargo de este equipo sin ningún oficial que le dijera lo que tiene que hacer. Decidió alistarlo a pesar de que sólo tenía uso de un ojo y recibía una pensión de invalidez del 20%. Se alistó el 15 de agosto de 1950, convirtiéndose en el soldado número 1000 del contingente canadiense. El ejército canadiense esperaba animar a otros canadienses a alistarse, ya que un héroe de la Segunda Guerra Mundial daba ejemplo. Se integró en el 2º Batallón del Royal 22e Régiment, que se entrenó en Fort Lewis (Estados Unidos). El batallón permaneció allí hasta el 15 de abril de 1951.
Leo tuvo que reclutar 80 hombres en poco tiempo y prepararlos en pocos meses. El teniente coronel Dextraze le asignó al capitán Plouffe, que había luchado en la guerra del norte de África con el ejército británico, y al sargento mayor Juteau, que había sido capturado en Dieppe pero había logrado escapar y regresar a Gran Bretaña.
En noviembre de 1951, una unidad de la 3ª División de Infantería de los Estados Unidos perdió la colina 355 a manos del Ejército Popular Voluntario Chino, dejando una gran cantidad de equipo. Con 355 metros de altura, es la montaña más alta de la región. Llamada "Kowang San" por los coreanos, las tropas de la ONU la apodaron "Pequeña Gibraltar" por su imponente tamaño y sus numerosas posiciones defensivas. La colina está situada a unos 40 kilómetros al norte de Seúl y fue tomada por las fuerzas de la ONU durante la Batalla de Maryang San en octubre de 1951.
El teniente coronel Jacques Dextraze preguntó a Leo Major si podía hacer algo. El comandante quería tener carta blanca, elegir a sus hombres y que cada hombre, después de esta misión, recibiera una botella de ron y un permiso de ocho días. El coronel aceptó y Leo Major partió al anochecer con un pelotón de 18 hombres que había entrenado.
Por la mañana, la colina cayó en manos de Leo Major y su equipo. Los chinos lanzaron dos de sus divisiones (la 190 y la 191), unos 14.000 hombres, en un contraataque infructuoso. Léo Major demostró valor y determinación dando ejemplo y permitió a su pelotón resistir y repeler siete ataques de tropas chinas desde cuatro direcciones diferentes durante tres días antes de ser sustituido por otras tropas canadienses. Un soldado fue herido y Leo Major lo llevó a hombros colina abajo a pesar de tener la espalda herida en Holanda. De vuelta al campamento, un periodista franco-canadiense le pidió a Leo que le explicara la operación que acababa de tener lugar. Como Léo estaba completamente agotado, le dijo al periodista, René Lévesque, que consultara a su oficial superior.
Una veintena de canadienses franceses resistieron a dos divisiones de infantería del Ejército Popular de Liberación. Siete de ellos recibirán una medalla militar. Lo que no pudo hacer la 3ª División americana, de unos 10.000 efectivos, lo hicieron Leo Major y 18 de sus hombres. Por esta acción, el comandante Leo recibió su segunda Mención Honorífica.

## Honores
|  | Medalla de Conducta Distinguida                     |
|  | 1939-1945 Star                                      |
|  | Estrella de Francia y Alemania                      |
|  | Medalla de la Defensa                               |
|  | Medalla del Servicio Voluntario Canadiense          |
|  | Medalla de guerra                                   |
|  | Medalla de Corea                                    |
|  | Medalla del Servicio Voluntario Canadiense en Corea |
|  | Medalla de las Naciones Unidas para Corea           |
|  |                                                     |